# Ciências socioambientais
As ciências socioambientais ou ciências sociais ambientais são um campo do saber e se constituem em uma abordagem multidisciplinar e interdisciplinar que prioriza o estudo integrado das ciências naturais (como Biologia, Geologia, Geografia, Agricultura e Química), e a chamadas sociais (como Sociologia, História, Antropologia, Arqueologia, Economia, Política, Estatística e Direito) com o objetivo de aprender e compreender o funcionamento da Natureza e sua relação com a humanidade de forma a compreender e desenvolver novas formas interação e preservação do meio ambiente propondo soluções eficientes e justas para os conflitos socioambientais, econômico-ambientais e político-ambientais.
Sua abordagem dinâmica proporciona uma visão holística sobre a interação meio ambiente e sociedade, ou natureza e o Ser humano ajudando a compreender a dinâmica de funcionamento atual da humanidade e sua relação de dependência com o meio ambiente. Nesse sentido as Ciências Socioambientais se propõe a refletir sobre as principais questões ambientais da humanidade e suas possíveis soluções.

## Graduação

### No Brasil
No ano de 2010, através do programa REUNI do Governo Federal, foi criado o primeiro curso de graduação em Ciências Socioambientais do Brasil, ofertada pela Universidade Federal de Minas Gerais (UFMG). 
Em 2017 foi fundado o primeiro curso de graduação em Ciências Socioambientais em uma universidade privada, ofertada pela Pontifica Universidade Católica de São Paulo.
Entretanto existem cursos de graduação e pós-graduação correlatos à formação em ciências socioambientais, chamados de Ciências Ambientais, ofertados pelas seguintes instituições de ensino:
- Universidade de Brasília (UnB): Bacharelado, fundado em 2009
- Universidade Federal de Pernambuco (UFPE): Bacharelado, fundado em 2002
- Universidade Federal do Ceará (UFC):Bacharelado, fundado em 2010
- Universidade Federal de São Paulo (UNIFESP):Bacharelado, fundado em 2010
- Universidade Federal Fluminense (UFF): Fundado em 2010
- UniRio: Fundado em 2010
- Universidade Federal do Amapá (UNIFAP) Bacharelado, fundado em 2010
- CESUPA:
- Universidade Federal de Goiás (UFG) Bacharelado, fundado em 2010
- Universidade Federal do Tocantins (UFT): Mestrado.

## Ver categoria
Categoria:Ciência social ambiental